# Мангрови гори
Мангровите гори са биом, един от основните хабитатни типове във физикогеографската класификация на Световния фонд за природата.
Те представляват съвкупност от растения (дървета и храсти), растящи в солена вода в крайбрежни области на места, защитени от силното въздействие на вълните или в смесена солена и сладка вода около устията на реките. Корените на растенията са здраво закрепени за меката почва, която в повечето случаи е и богата на органични вещества.

## Общи сведения
Мангровата растителност представлява група разнородни растения, които са успели да се приспособят към средата си на местообитание (литорал). Те са изградили набор от физиологични адаптации, за да решат проблема с бедното съдържание на кислород, солеността и честото наводняване от приливи. Поради спецификата на отделните райони и нивото на приливите в различните части на света, мангровата растителност е изградила свои местни особености за решаване на проблема. Поради тази причина видовият състав се различава на отделните места.
Мангровата растителност оказва защитна роля върху бреговата ивица, като я предпазва от ерозия, силни бури и цунами. Те имат известна роля в намаляването на енергията на вълните, макар че растат на места, лишени от силното им въздействие. Поради тази причина и възможността им да удържат морски бури и цунами е ограничена.
В региона на мангровите гори се образува среда за обитание на много диви животни, включително и много риби и ракообразни.

## Биология на мангровата растителност
Мангровата растителност е разпространена в тропичните и субтропични райони на Земята, на места със значителни приливи и отливи, почва, богата с органични вещества, и наситена със соли вода с променлива соленост. Мангрови гори много често растат при устия на реки. В средата на местообитание на мангровите гори се срещат разнообразни видове, но същинските мангрови растения, които се срещат само на подобни места, са включени в 20 рода и наброяват 54 вида (Hogarth, 1999).

### Приспособления към ниското съдържание на кислород
Мангровите растения, които живеят в най-топлите места, дишат с помощта на плаващи корени, които усвояват кислорода посредством пори в кората. Черните мангрови дървета пускат дълги дихателни корени (пневматофори). Дължината им над земната повърхност варира от 30 см до 3 м. За улесняване на преноса на кислорода вътрешността на корените е изградена от дихателна паренхимна тъкан, наречена аеренхим.

### Ограничителни приспособления за попадане на солите
Червените мангрови растения възпрепятстват попадането на солите благодарение на своя корен, който действа като филтър и не пропуска натрия в растението. Белите мангрови растения могат да се освободят от излишните соли посредством две жлези, разположени в основата на всяко листо.

### Ограничителни приспособления против загуба на влага
Листата могат да ограничат отварянето на устицата, с което да ограничат загубата на вода, а така също и да променят ориентацията на своите листа. Листата застават под такъв ъгъл спрямо падащата слънчева светлина, че попадналите върху тях слънчеви лъчи да са максимално малко.

### Поглъщане на хранителни вещества
Това е един от най-сериозните проблеми за мангровите растения. Винаги почвата, за която са закрепени мангровите растения, е пренаситена с вода и кислородът в нея е доста ограничен. При такова ниско ниво на кислорода се развиват анаеробни бактерии, които при процеса на обмяната на веществата отделят азот, желязо, неорганични фосфати, сулфиди и метан, които определят неприятната миризма в мангровите гори и правят почвата неблагоприятна за развитие на много растения. Посредством корените си те получават някои хранителни вещества от атмосферата, а други си набавят от почвата (например желязо).

## Видове мангрови растения

### Основни мангрови растения
| Семейство                                                                               | Род, число видове                                                                               |
| --------------------------------------------------------------------------------------- | ----------------------------------------------------------------------------------------------- |
| Страшникови (Acanthaceae) (син. авицениеви (Avicenniaceae) или вербенови (Verbenaceae)) | Авицения (Avicennia), 9                                                                         |
| Комбретови (Combretaceae)                                                               | Лагункулария (Laguncularia), 11; Люмницера (Lumnitzera), 2                                      |
| Палми (Arecaceae)                                                                       | Nypa fruticans, 1                                                                               |
| Ризофорови (Rhizophoraceae)                                                             | Бругиера (Bruguiera), 6; Цериопс (Ceriops), 2; Канделия (Kandelia), 1; Ризофора (Rhizophora), 8 |
| Соннератиеви (Sonneratiaceae)                                                           | Соннерация (Sonneratia), 5                                                                      |

### Мангрови растения с второстепенна значимост
| Семейство               | Род, число видове         |
| ----------------------- | ------------------------- |
| Страшникови             | Acanthus, 1; Bravaisia, 2 |
| Bombacaceae             | Camptostemon, 2           |
| Cyperaceae              | Fimbristylis, 1           |
| Euphorbiaceae           | Excoecaria, 2             |
| Lythraceae              | Pemphis, 1                |
| Meliaceae               | Xylocarpus, 2             |
| Мирсинови (Myrsinaceae) | Егицерас (Aegiceras), 2   |
| Миртови (Myrtaceae)     | Осборния (Osbornia), 1    |
| Pellicieraceae          | Пелициера (Pelliciera), 1 |
| Plumbaginaceae          | Aegialitis, 2             |
| Pteridaceae             | Acrostichum, 3            |
| Rubiaceae               | Scyphiphora, 1            |
| Sterculiaceae           | Heritiera, 3              |